# Гайнц Блішке
Гайнц Блішке (нім. Heinz Blischke; 1 вересня 1919, Швебіус — 6 березня 1944, Атлантичний океан) — німецький офіцер-підводник, оберлейтенант-цур-зее крігсмаріне.

## Біографія
1 жовтня 1938 року вступив на флот. В лютому-вересні 1941 року пройшов курс підводника. З 3 листопада 1941 року — 1-й вахтовий офіцер на підводному човні U-755. В березні-квітні 1943 року пройшов курс командира човна. З 5 червня 1943 року — командир U-744, на якому здійснив 2 походи (разом 57 днів у морі). 6 березня 1944 року U-744 був захоплений після 30 годин атак глибинними бомбами британсько-канадської групи кораблів: есмінців «Ікарус», «Шод'єр», «Гатино», корветів «Феннель», «Чіллівок», «Кенілворт Касл» і фрегата «Сан-Катарінс». 40 членів екіпажу були врятовані, 12 (включаючи Блішке) загинули.
Всього за час бойових дій потопив 2 кораблі загальною водотоннажністю 8984 тонни.
| Дата           | Назва корабля  | Тип                      | Тоннаж | Вантаж                                         | Екіпаж | Загинули | Країна             | Конвой |
| -------------- | -------------- | ------------------------ | ------ | ---------------------------------------------- | ------ | -------- | ------------------ | ------ |
| 3 січня 1944   | Empire Housman | Торговий пароплав        | 7,359  | Баласт                                         | 46     | 1        | Британська імперія | ON-217 |
| 2 березня 1944 | HMS LST-362    | Десантний корабель (LST) | 1,625  | 11 танків «Черчілль» і 118 військовослужбовців | 180    | 88       | Британська імперія | MKS-40 |

## Звання
- Кандидат в офіцери (1 жовтня 1938)
- Морський кадет (1 липня 1939)
- Фенріх-цур-зее (1 грудня 1939)
- Оберфенріх-цур-зее (1 серпня 1940)
- Лейтенант-цур-зее (1 квітня 1941)
- Оберлейтенант-цур-зее (1 січня 1943)

## Нагороди
- Залізний хрест
  - 2-го класу (7 жовтня 1942)
  - 1-го класу (січень 1944)
- Нагрудний знак підводника (23 листопада 1942)